# Neubok Yee Pp
Neubok Yee Pp is een bestuurslaag in het regentschap Nagan Raya van de provincie Atjeh, Indonesië. Neubok Yee Pp telt 406 inwoners (volkstelling 2010).